# Semana Santa en Cuéllar
La Semana Santa en Cúellar es una fiesta cristiana que conmemora la Pasión, Muerte y Resurrección de Cristo. En ella participan 4 cofradías y unos 700 cofrades en diversos actos y procesiones por toda la Villa.

## Historia
La Semana Santa en Cúellar se origina alrededor del siglo XVI, a partir de ahí siguió una progresiva decadencia. A partir de 1990 comienza a revitalizarse la fiesta con la adquisición e incorporación de nuevos pasos a las procesiones, incluyendo la alteración de la manera de procesionar de la imagen de Nuestra Señora de la Soledad, pasando de procesionar en una carroza con ruedas a ir en andas; o en 2008 la adquisición del paso de la Borriquilla.
Todo este proceso de revitalización culminó en 2025 con la declaración de la Semana Santa en Cuéllar como Fiesta de interés turístico regional.

## Procesiones
| Día                     | Procesiones |
| ----------------------- | --- |
| Sábado de Pasión        | - Procesión de Nuestra Señora de La Compasión |
| Domingo de Ramos        | - Procesión de los Ramos con el Paso de Jesús Entrando en Jerusalén (La Borriquilla) |
| Lunes Santo             | - Procesión de El Cristo de la Encina |
| Martes Santo            | - Traslado de la Cruz Desnuda de Nuestro Padre Jesús Nazareno |
| Miércoles Santo         | - Viacrucis con el Cristo del Calvario y posterior traslado del mismo |
| Jueves Santo            | - Traslado de Nuestra Señora de la Soledad - Procesión del Jueves Santo, participan los siguientes pasos: - Cruz Desnuda de Nuestro Padre Jesús Nazareno - Nuestro Padre Jesús Nazareno - La Oración en el Huerto - Cristo de San Gil - Encuentro con la Verónica                                                                                          |
| Viernes Santo           | - Encuentro del Cristo Yacente y la Dolorosa Virgen de los Cuchillos - Procesión del Viernes Santo, participan los siguientes pasos: - Cruz Desnuda de Nuestro Padre Jesús Nazareno - Cristo Atado a la Columna - Nuestro Padre Jesús Nazareno - Encuentro con la Verónica - El Calvario - Dolorosa Virgen de los Cuchillos - Nuestra Señora de la Soledad |
| Sábado Santo            | |
| Domingo de Resurrección | - Procesión de El Encuentro |

## Cofradías

### Cofradía de Nuestro Padre Jesús Nazareno
Fundada a principios del siglo XVII, cuenta con los pasos de Nuestro Padre Jesús Nazareno, Cruz Desnuda y Cristo Resucitado. Visten hábitos morados con detalles en amarillo.

### Cofradía de la Compasión
Fundada en 2018, agrupa a las cofradías más pequeñas: la Dolorosa Virgen de los Cuchillos, Cristo Atado a la Columna, La Verónica, El Calvario, El Cristo Yacente y el Cristo de San Gil.

### Cofradía de Nuestra Señora de la Soledad
Fundada a finales del siglo XVI y refundada en 1956, cuenta con el paso de Nuestra Señora de la Soledad. Visten hábitos negros con banda y guantes blancos.

### Cofradía de la Vera Cruz
Fundada en 2020, cuenta con el paso de Cristo de la Encina y La Oración en el Huerto